# Marathon van Frankfurt 2014

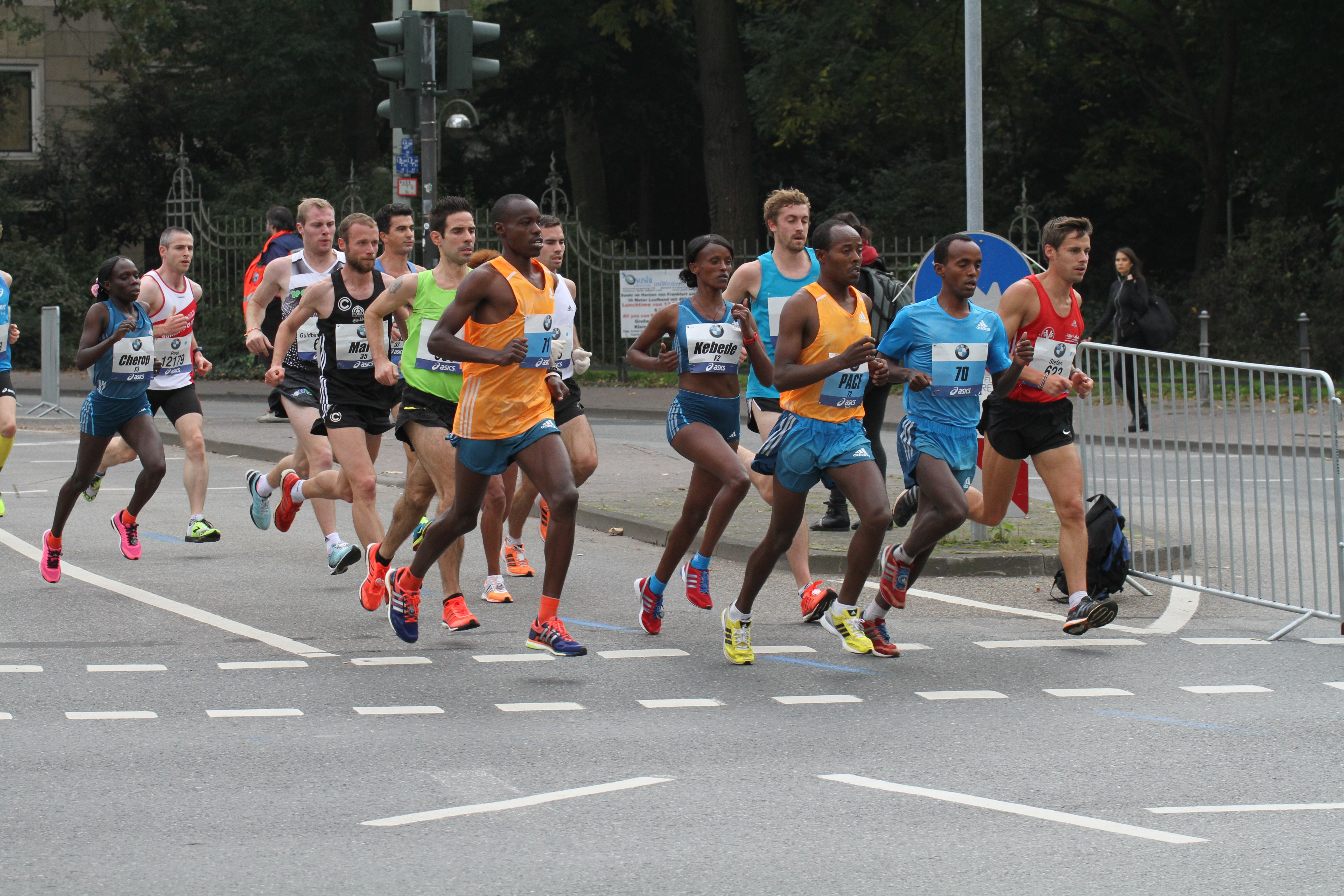
Aberu op weg naar haar overwinning.

De marathon van Frankfurt 2014 werd gelopen op zondag 26 oktober 2014. Het was de 33e editie van deze marathon. 
De Keniaan Mark Kiptoo won bij de mannen in 2:06.49. Hij bleef hiermee zijn landgenoot Mike Kigen tien seconden voor. Gilbert Yegon maakte het Keniaanse podium compleet door in 2:07.08 te finishen. Bij de vrouwen zegevierde de Ethiopische Aberu Kebede. Zij kwam over de finish in 2:22.21 en had een voorsprong van bijna anderhalve minuut op haar naaste concurrente, de Keniaanse Sharon Cherop, die er 2:23.44 over deed.

## Wedstrijd
Mannen
| rang   | naam           | land | tijd    |
| ------ | -------------- | ---- | ------- |
| Goud   | Mark Kiptoo    | KEN  | 2:06.49 |
| Zilver | Mike Kigen     | KEN  | 2:06.59 |
| Brons  | Gilbert Yegon  | KEN  | 2:07.08 |
| 4      | Tebalu Zawude  | ETH  | 2:07.10 |
| 5      | Deribe Roba    | ETH  | 2:07.16 |
| 6      | Ronald Korir   | KEN  | 2:07.29 |
| 7      | Daniel Wanjiru | KEN  | 2:08.18 |
| 8      | Adugna Takele  | ETH  | 2:08.31 |
| 9      | Arne Gabius    | GER  | 2:09.32 |
| 10     | Allan Kiprono  | KEN  | 2:09.38 |

Vrouwen
| rang   | naam                   | land | tijd    |
| ------ | ---------------------- | ---- | ------- |
| Goud   | Aberu Kebede           | ETH  | 2:22.21 |
| Zilver | Sharon Cherop          | KEN  | 2:23.44 |
| Brons  | Ashetu Bekere          | ETH  | 2:24.59 |
| 4      | Emily Chemutai Ngetich | KEN  | 2:25.14 |
| 5      | Helah Kiprop           | KEN  | 2:27.14 |
| 6      | Winnie Jepkorir        | KEN  | 2:29.05 |
| 7      | Emma Stepto            | GBR  | 2:32.40 |
| 8      | Mona Stockhecke        | GER  | 2:33.50 |
| 9      | Adrana Nelson          | USA  | 2:33.54 |
| 10     | Hayley Munn            | GBR  | 2:37.44 |

1981 ·
1982 ·
1983 ·
1984 ·
1985 ·
1986 ·
1987 ·
1988 ·
1989 ·
1990 ·
1991 ·
1992 ·
1993 ·
1994 ·
1995 ·
1996 ·
1997 ·
1998 ·
1999 ·
2000 ·
2001 ·
2002 ·
2003 ·
2004 ·
2005 ·
2006 ·
2007 ·
2008 ·
2009 ·
2010 ·
2011 · 
2012 · 
2013 · 
2014 · 
2015 · 
2016 · 
2017